# قشلاق حاج‌حسین‌خان
قشلاق حاج حسین خان یک روستا در ایران است که در استان اردبیل واقع شده‌است. قشلاق حاج حسین خان ۱۳۹ نفر جمعیت دارد.